# Luca Gotti
Luca Gotti (13. září 1967 Adria, Itálie) je italský fotbalový trenér a bývalý fotbalový obránce. Od března 2024 vede italské Lecce.

## Fotbalová kariéra
Jako fotbalista deset let na amatérské úrovni v klubech nižších soutěží. Největší úspěch zaznamenal v sezoně 1993/1994, když vyhrál svou skupinu a zajistil klubu San Donà postup do 4. ligy. V roce 1998 ukončil fotbalovou kariéru a začal trénovat v Miláně žáky.

## Trenérská kariéra
Od sezony 1999/2000 se stal trenérem dospělých u klubu Montebelluna v 7. lize. Po roce přešel do Pievigina (5. liga) a za další rok odešel do Bassano Virtus, kde vydržel tři roky. V letech 2004 až 2006 trénoval mládež v Reggině a v letech 2006 až 2008 vedl reprezentaci Itálie do 17 let. Další jeho trenérské kroky vedly do druholigové Trevisa a poté působil krátce i v Triestině. Od roku 2010 až do 2015 byl asistentem hlavního trenéra Donadoniho v Cagliari, Parmě a Boloni. Poté odcestoval se Sarrim do Chelsea, kde vykonával post technického ředitele. Po jedné sezoně odešel do Udinese, kde dělal asistenta Tudorovi. Po jeho odvolání se stal do prosince 2021 hlavním trenérem. Od sezony 2022/2023 se stal trenérem Spezie, kde vydržel do února 2023 když byl po špatných výsledcích propuštěn. V březnu 2024 získal nové angažmá v Lecce.

## Trenérská statistika
| Sezóna                   | Klub                     | Liga                     | Liga   | Liga  | Liga   | Liga   | Liga                             | Národní poháry | Národní poháry | Národní poháry | Národní poháry | Národní poháry | Národní poháry | Kontinentální poháry | Kontinentální poháry | Kontinentální poháry | Kontinentální poháry | Kontinentální poháry | Kontinentální poháry | Celkem | Celkem | Celkem | Celkem |
| Sezóna                   | Klub                     | Soutěž                   | Zápasy | Výhry | Remízy | Prohry | Umístění                         | Soutěž         | Zápasy         | Výhry          | Remízy         | Prohry         | Úspěch         | Soutěž               | Zápasy               | Výhry                | Remízy               | Prohry               | Úspěch               | Zápasy | Výhry  | Remízy | Prohry |
| ------------------------ | ------------------------ | ------------------------ | ------ | ----- | ------ | ------ | -------------------------------- | -------------- | -------------- | -------------- | -------------- | -------------- | -------------- | -------------------- | -------------------- | -------------------- | -------------------- | -------------------- | -------------------- | ------ | ------ | ------ | ------ |
| 1999/00                  | Montebelluna             | Promozione               | 30     | 5     | 8      | 17     | 16. místo (sestup)               | IP             | 0              | 0              | 0              | 0              | -              | -                    | 0                    | 0                    | 0                    | 0                    | -                    | 30     | 5      | 8      | 17     |
| 2000/01                  | Pievigina                | Serie D                  | 34     | 12    | 14     | 8      | 4. místo                         | IP             | 0              | 0              | 0              | 0              | -              | -                    | 0                    | 0                    | 0                    | 0                    | -                    | 34     | 12     | 14     | 8      |
| 2001/02                  | Bassano Virtus           | Serie D                  | 34     | 11    | 13     | 10     | 8. místo                         | IP             | 0              | 0              | 0              | 0              | -              | -                    | 0                    | 0                    | 0                    | 0                    | -                    | 34     | 11     | 13     | 10     |
| 2002/03                  | Bassano Virtus           | Serie D                  | 34+2   | 21    | 7+2    | 6      | 2. místo                         | IP             | 0              | 0              | 0              | 0              | -              | -                    | 0                    | 0                    | 0                    | 0                    | -                    | 36     | 21     | 9      | 6      |
| 2003/04                  | Bassano Virtus           | Serie D                  | 34     | 15    | 10     | 9      | 6. místo                         | IP             | 0              | 0              | 0              | 0              | -              | -                    | 0                    | 0                    | 0                    | 0                    | -                    | 34     | 15     | 10     | 9      |
| Celkem za Bassano Virtus | Celkem za Bassano Virtus | Celkem za Bassano Virtus | 104    | 47    | 32     | 25     | -                                | -              | 0              | 0              | 0              | 0              | -              | -                    | 0                    | 0                    | 0                    | 0                    | -                    | 104    | 47     | 32     | 25     |
| 2008/09                  | Treviso                  | Serie B                  | 38     | 7     | 14     | 17     | 22. místo (sestup)               | IP             | 1              | 0              | 1              | 0              | -              | -                    | 0                    | 0                    | 0                    | 0                    | -                    | 39     | 7      | 15     | 17     |
| 2009                     | Triestina                | Serie B                  | 8      | 2     | 2      | 4      | propuštěn v říjnu                | IP             | 2              | 2              | 0              | 0              | -              | -                    | 0                    | 0                    | 0                    | 0                    | -                    | 10     | 4      | 2      | 4      |
| 2019/20                  | Udinese                  | Serie A                  | 28     | 9     | 8      | 11     | nastoupil v listopadu, 13. místo | IP             | 2              | 1              | 0              | 1              | osmifinále     | -                    | 0                    | 0                    | 0                    | 0                    | -                    | 30     | 10     | 8      | 12     |
| 2020/21                  | Udinese                  | Serie A                  | 38     | 10    | 10     | 18     | 14. místo                        | IP             | 2              | 1              | 0              | 1              | -              | -                    | 0                    | 0                    | 0                    | 0                    | -                    | 40     | 11     | 10     | 19     |
| 2021                     | Udinese                  | Serie A                  | 16     | 3     | 7      | 6      | propuštěn v prosinci             | IP             | 1              | 1              | 0              | 0              | -              | -                    | 0                    | 0                    | 0                    | 0                    | -                    | 17     | 4      | 7      | 6      |
| Celkem za Udinese        | Celkem za Udinese        | Celkem za Udinese        | 82     | 22    | 25     | 35     | -                                | -              | 5              | 3              | 0              | 2              | -              | -                    | 0                    | 0                    | 0                    | 0                    | -                    | 87     | 25     | 25     | 37     |
| 2022/23                  | Spezia                   | Serie A                  | 22     | 4     | 7      | 11     | propuštěn v únoru                | IP             | 3              | 2              | 0              | 1              | osmifinále     | -                    | 0                    | 0                    | 0                    | 0                    | -                    | 25     | 6      | 7      | 12     |
| 2024                     | Lecce                    | Serie A                  | 10     | 3     | 4      | 3      | nastoupil v bře, 14. místo       | IP             | 0              | 0              | 0              | 0              | -              | -                    | 0                    | 0                    | 0                    | 0                    | -                    | 10     | 3      | 4      | 3      |
| 2024/25                  | Lecce                    | Serie A                  | ?      | ?     | ?      | ?      | ?. místo                         | IP             | ?              | ?              | ?              | ?              | -              | -                    | 0                    | 0                    | 0                    | 0                    | -                    | ?      | ?      | ?      | ?      |
| Celkově                  | Celkově                  | Celkově                  | 327    | 101   | 106    | 120    | -                                | -              | 11             | 7              | 1              | 3              | -              | -                    | 0                    | 0                    | 0                    | 0                    | -                    | 338    | 108    | 107    | 123    |